# Mère caribou
La Mère caribou est une déesse inuit qui représente l'origine du caribou, anciennement la source de nourriture vitale du peuple inuit. Elle est vue comme gigantesque, des gens et des caribous accrochés à son énorme corps. La mère Caribou est connue comme l'une des plus anciennes divinités inuites.